# Proscopia luizdequeirozi
Proscopia luizdequeirozi är en insektsart som beskrevs av Piza Jr. 1976. Proscopia luizdequeirozi ingår i släktet Proscopia och familjen Proscopiidae. Inga underarter finns listade i Catalogue of Life.